# Antoinette de Guercheville
Antoinette de Guercheville, född 1560, död 1632, var en fransk hovfunktionär.
Jeanne de Dampierre var dotter till Antoine de Pons-Ribérac, comte de Marennes, och Marie de Montchenu, dame de Guercheville, och gifte sig först med Henri de Silly, comte de la Rocheguyon (d. 1586), och sedan 1594 med Charles du Plessis-Liancourt, comte de Beaumont. 
Hon var Première dame d'honneur till Frankrikes drottning Maria av Medici mellan 1600 och 1632. Hon beskrivs som vacker, religiös och förnuftig, och ska ha skött sin uppgift som förståndare för drottningens hushåll klokt. Drottning Maria ska inte ha varit hennes vän men respekterat henne och de hade en välfungerande professionell relation. 
I äldre historieskrivning har hon ibland beskrivits som kungens älskarinna: det är känt att kungen försökte förföra henne år 1580, men att hon tackade nej. Privat var hon känd för sitt stöd till den fransk-katolska missionen internationellt.  